# Светлана (бронепалубный крейсер)
«Светлана» — бронепалубный крейсер Второй Тихоокеанской эскадры, геройски погибший в Цусимском сражении.

## Проектирование
Летом 1894 года Морской технический комитет объявил конкурс на проектирование и постройку нового крейсера. После изучения предложений, комитет остановился на проекте французской компании Forges et Chantiers de la Méditerranée из Гавра, предложившей проект корабля, напоминающий французский крейсер «Фриан».

## Строительство
Заложен 28 июня 1895 года в Гавре (Франция), как яхта великого князя Алексея Александровича, главы морского ведомства в то время. Спущен на воду в декабре 1896 года. 21 марта 1898 года крейсер вступил в строй. В силу своего предназначения корабль отличался роскошной отделкой внутренних помещений и слабостью в боевом отношении.

## Конструкция
Крейсер имел нормальное водоизмещение 3908 т, длину 110 м по ватерлинии, ширину 13 м, осадку 5,7 м. Двойное дно шло на 56 % длины корпуса, под машинным и котельными отделениями, и имело толщину листов 6-мм. Корпус был разделён на одиннадцать основных отсеков. В подводной части стальной корпус обшивался тиком толщиной от 80 до 150 мм и красной медью толщиной 0,8 мм (2,0 мм у клюзов). По французскому проекту проектная численность экипажа составляла 270 человек, что посчитали недостаточным. Корабли имели штатную численность экипажа пятнадцать офицеров, шесть кондукторов и 302 нижних чинов, в военное время экипаж был увеличен до 388 человек, вообще количество коечных сеток и помещения крейсера позволяли разместить на борту до 400 человек экипажа. Наиболее близкую конструкцию имели строившиеся для французского флота бронепалубные крейсера типа «Декарт» (являвшиеся развитием типа «Фриан»).

### Вооружение
Корабль был вооружён шестью 152-мм орудиями Кане в одиночных установках — по одному орудию помещены на баке и юте, два были расположены в носовых спонсонах и два в кормовых. Пушки могли поражать цели на дальностях до 11 100 метров, боекомплект составлял 810 выстрелов (135 снарядов на ствол). Кроме того-десятью 47-мм скорострельными орудиями с боезапасом 6000 выстрелов. Крейсер также был оснащен четырьмя 381-мм торпедными аппаратами, двумя траверсными и по одному в оконечностях, с общим боезапасом из десяти торпед.

### Бронирование
Карапасная броневая палуба являлась главной защитой крейсеров. Горизонтальный участок палубы имел толщину 25 мм, скосы опускавшиеся к бортам имели толщину 25 мм, глассисы машинных люков имели толщину 120 мм и высоту 300 мм. Также палуба опускалась к носу и корме крейсера. Боевая рубка имела толщину стенок 100 мм, а крыши — 25 мм. Щиты орудий главного калибра имели толщину 25 мм.

### Силовая установка
Восемнадцать котлов Бельвиля с рабочим давлением 17 атм. располагались в трех котельных отделениях (шести кочегарках); каждое отделение имело свою дымовую трубу. Площадь нагревательной поверхности котлов равнялась 2418 м², полная площадь колосниковых решеток — 80,7 м². Нормальный запас котельный воды составлял 20 т, питание котлов осуществлялась 12 донками Бельвиля. Вентиляция кочегарок осуществлялась дефлекторами диаметром 700 мм.
На корабле установили две вертикальные четырёхцилиндровые (по два цилиндра низкого давления) паровые машины тройного расширения суммарной мощностью в 8500 л.с. при частоте вращения машин 128 об/мин; давление пара, подаваемого в машины, равнялось 12 атм. Ход поршней составлял 0,78 м. Диаметры цилиндров высокого, среднего и низкого давления равнялись 0,92, 1,36 и 1,42 м. Экономическая скорость 11,5 узла.

## Служба
Крейсер участвовал в Русско-японской войне 1904—1905 в составе 2-й Тихоокеанской эскадры. Перед встречей с японским флотом вместе с крейсерами «Алмаз» и «Урал» составлял разведывательный отряд русской эскадры, двигаясь впереди неё.
Участвовал в Цусимском сражении, состоя в первый его день 14 мая 1905 года в отряде охранения транспортов. Тем самым быстроходный и маневренный корабль лишился этих своих преимуществ, чем воспользовались превосходившие его в артиллерии противостоящие японские корабли. Около 15 часов 14 мая крейсер получил попадание под ватерлинию в районе силовой установки, был затоплен ряд помещений (4 динамо-машины, 3 артиллерийских погреба и т.д.), образовался сильный крен на левый борт (вследствие которого расположенные там орудия не могли далее стрелять), скорость упала на 5 узлов. При попадании погибли 2 члена экипажа. Был ряд других попаданий японских снарядов, но не столь тяжелых.
Получив такие тяжёлые повреждения, крейсер «Светлана» в ночь с 14 на 15 мая отстал от колонны русский эскадры и двигался только с присоединившимся к нему миноносцем «Быстрый». На рассвете 15 мая корабль был обнаружен японскими крейсерами «Отова» и «Ниитака», а также миноносцем «Муракумо». Собранные командиром офицеры единогласно решили принять бой, а при угрозе захвата затопить корабль. После двухчасового боя, израсходовав все снаряды и потеряв выведенную из строя вражеским огнём свою маломощную артиллерию, крейсер был расстрелян в упор. К 11 часам крейсер с большим дифферентом на нос лёг на левый борт так, что верхняя палуба начала входить в воду. В таком положении, со сбитыми стеньгами и задней трубой, но поднятым кормовым флагом, «Светлана» в 11 ч 08 мин погрузилась на глубину 600 метров в точке с координатами 37° с. ш. и 129°50' в. д. В этом бою погиб всё время находившийся на мостике капитан 1-го ранга С. П. Шеин, а также, старший офицер капитан 2-го ранга Алексей Александрович Зуров (сын генерала Зурова А. Е.) и Отец Федор (Хандалеев) — иеромонах, судовой священник крейсера.
Из команды утонуло и умерло от ран в плену 167 моряков. Одна из причин столь большого числа жертв — японцы вели артиллерийский огонь по спасавшемуся экипажу и во время гибели крейсера и даже после его ухода под воду, а затем покинули место боя. Только через полтора часа к месту гибели подошёл вспомогательный крейсер «Америка-Мару» и поднял с воды уцелевших русских моряков, но к тому времени многие уже погибли от переохлаждения. Спасены 10 офицеров, 7 кондукторов, 273 матроса.
В честь корабля, погибшего в Цусимском сражении, был назван крейсер, заложенный 11 ноября 1913 года на Русско-Балтийском заводе.

## Командиры
- 6 декабря 1895 — 29 ноября 1899 — Алексей Михайлович Абаза
- 29 ноября 1899 — 4 июня 1903 — Константин Дмитриевич Нилов
- 4 июня 1903 — 15 мая 1905 — Сергей Павлович Шеин

## Офицерский состав в 1905 году
- Командир: капитан 1-го ранга Шеин, Сергей Павлович (погиб)
- Старший офицер: капитан 2-го ранга Зуров, Алексей Александрович (погиб)
- Ревизор: лейтенант Сонцов, Пётр Павлович
- Минный офицер: лейтенант Воронец, Лев Васильевич (погиб)
- Старший артиллерийский офицер: лейтенант Барков, Дмитрий Григорьевич (переведен 21.09.1904 с ЭБР «Наварин»)
- Младший артиллерийский офицер: лейтенант Армфельт, Константин Аксель Рафаэль Александрович
- Старший штурманский офицер: лейтенант Дьяконов, Владимир Владимирович (умер от ран в Сасебо)
- Младший штурманский офицер: мичман граф Нирод, Георгий Михайлович (погиб)
- Вахтенный начальник, командир кормовой группы орудий: лейтенант Арцыбашев, Александр Евгеньевич (погиб)
- Вахтенный начальник, командир носовой группы орудий: лейтенант Вырубов, Александр Васильевич
- Вахтенный начальник: мичман (с 06.12.1904 лейтенант) Толстой, Дмитрий Павлович (погиб)
- Вахтенный офицер: мичман Картавцов, Всеволод Евгеньевич
- Вахтенный офицер: прапорщик по морской части Свербеев, Николай Дмитриевич (погиб)
- Старший судовой механик: подполковник КИМ Петров, Андрей Павлович
- Помощник старшего судового механика, трюмный механик: штабс-капитан КИМ Деркаченко, Иван Осипович
- Младший судовой механик: поручик КИМ Хоментовский, Виктор Михайлович
- Младший судовой механик: поручик КИМ Невяровский, Станислав Романович
- Младший судовой механик: прапорщик по механической части Агатьев, Михаил Иванович (погиб)
- Младший судовой механик: прапорщик по механической части Михайлов, Дмитрий Филиппович
- Судовой врач: коллежский советник  Карлов, Николай Иванович
- Судовой священник: иеромонах о. Федор (Хандалеев) (погиб)

## Служили на корабле
- Воеводский Степан Аркадьевич — старший офицер в 1895 году
- Чучугин Дмитрий Георгиевич — помощник старшего инженер-механика в 1897—1898 годах.